# Luigi Cappanera
Luigi Cappanera (Genova, 6 febbraio 1947) è un allenatore di calcio ed ex calciatore italiano, di ruolo centrocampista.

## Carriera
Cresce nelle giovanili della Sampdoria, società con cui esordisce in Serie A nella stagione 67-68. Successivamente disputa due stagioni a Lecce, dove gioca con continuità, per proseguire a Savona e Spezia. Nella stagione 1972-1973 il torna nella massima serie con la casacca blucerchiata. Gli anni a seguire gioca prima a Grosseto e poi a Pisa. Continua la sua carriera da giocatore nelle serie minori, fino a quando non passa dal rettangolo di gioco alla panchina, come allenatore sia di prima squadra che di settore giovanile.
Dal 2010 è istruttore di calcio presso la Scuola Calcio Edoardo Garrone "Club ERG asd", dove allena nella categoria "piccoli amici".
Cappanera ha anche allenato la prima squadra e la scuola calcio dei liguri del Sant'Olcese.